# Metroplús
Metroplús es un sistema de autobús de tránsito rápido de mediana capacidad que opera en la ciudad de Medellín y en otros municipios del Valle de Aburrá, en el departamento de Antioquia, Colombia. Hace parte del Sistema Integrado de Transporte del Valle de Aburrá –SITVA– y su operación está a cargo de la empresa Metroplús S. A., cuyos principales accionistas son el Municipio de Medellín y la empresa Metro de Medellín Ltda.
El sistema está compuesto por una línea troncales y dos pretroncales que suman 26 km de longitud y por dos cuencas de alimentación que integran 35 rutas de buses convencionales. La línea 1 opera como un corredor exclusivo segregado del tránsito mixto, mientras que la línea 2 funciona como un corredor pretroncal que comparte infraestructura con la línea 1 en buena parte de su recorrido, y la línea O presta servicio entre el occidente de Medellín y el centro de la ciudad, en parte mediante vía exclusiva.
La red cuenta con 39 estaciones y 15 paradas, todas ellas adaptadas para personas con movilidad reducida. Cinco estaciones permiten la integración física con otros modos del SITVA, y se proyecta la ampliación del sistema mediante una tercera línea en los municipios de Medellín, Envigado e Itagüí.

## Gobernanza y administración
La estructuración institucional de Metroplús responde a un modelo de gestión pública descentralizada, basado en la articulación entre entidades del orden municipal, metropolitano y departamental. Desde su creación, el sistema ha sido administrado por una empresa estatal especialmente constituida para su planeación y ejecución, con participación accionaria de diversas entidades públicas del Valle de Aburrá. Esta sección describe la naturaleza jurídica del sistema, las funciones de la entidad gestora, el modelo operativo adoptado y los mecanismos de coordinación interinstitucional que garantizan su integración con los demás componentes del Sistema Integrado de Transporte del Valle de Aburrá –SITVA–.

### Naturaleza jurídica
Metroplús es un sistema público de transporte masivo de mediana capacidad, concebido como componente del Sistema Integrado de Transporte del Valle de Aburrá –SITVA–. Fue establecido en el marco de la política nacional de sistemas integrados de transporte masivo, impulsada por el Documento del Consejo Nacional de Política Económica y Social –CONPES– 3307 de 2004. La entidad titular del sistema es Metroplús S. A., empresa de derecho público organizada como empresa industrial y comercial del Estado, de conformidad con el artículo 2.º de la Ley 310 de 1996 y los estatutos vigentes de la entidad.

### Entidad gestora
Metroplús S. A. cumple funciones de planificación, construcción de infraestructura y control de la operación del sistema de buses de tránsito rápido del Valle de Aburrá. La empresa no opera directamente las rutas, sino que adjudica la prestación del servicio a concesionarios privados, los cuales ponen en circulación la flota bajo la supervisión y regulación de Metroplús.
En 2018, la entidad reformó sus estatutos para permitirle ampliar su objeto social y ofrecer servicios de consultoría, estructuración de proyectos de movilidad y asistencia técnica a otras entidades públicas.

### Operación
La operación de las líneas troncales y pretroncales de Metroplús es realizada por empresas privadas y por la Empresa de Transporte Masivo del Valle de Aburrá Limitada – Metro de Medellín Limitada mediante contratos y convenios de concesión. Desde 2011, la operación de las líneas 1 y 2 está a cargo de Metro de Medellín Limitada, en virtud de convenios interadministrativos celebrados con Metroplús S. A.
Otros servicios, como la línea O y las rutas pretroncales, son prestados por concesionarios privados, entre ellos Cootransmallat y Coonatra; bajo supervisión de la entidad gestora Metroplús S. A. Las rutas alimentadoras también están a cargo de operadores especializados que se vinculan mediante procesos de licitación.
| Línea | Corredor                                     | Operador                                            | Inicio de operación     | Estado actual                        |
| ----- | -------------------------------------------- | --------------------------------------------------- | ----------------------- | ------------------------------------ |
| 1     | Universidad de Medellín – Parque de Aranjuez | Metro de Medellín Limitada                          | 22 de diciembre de 2011 | En operación (troncal)               |
| 2     | Universidad de Medellín – Parque de Aranjuez | Metro de Medellín Limitada                          | 25 de abril de 2013     | En operación (pretroncal)            |
| 3     | Itagüí – Envigado                            | Concesionarios privados del sur del Valle de Aburrá | —                       | En planeación                        |
| O     | Avenida 80 (La Palma – Caribe)               | Empresas privadas (p. ej. Cootransmallat, Coonatra) | 30 de noviembre de 2019 | En operación (servicio preferencial) |

### Coordinación interinstitucional
El sistema se articula con los demás modos del SITVA —metro férreo, tranvía, teleféricos y bicicletas públicas— mediante esquemas de integración técnica, tarifaria e institucional, liderados por el Área Metropolitana del Valle de Aburrá como autoridad metropolitana de transporte. La composición accionaria de Metroplús S. A. refleja esta articulación interinstitucional: el Municipio de Medellín es el accionista mayoritario, seguido por Metro de Medellín Ltda., los municipios de Envigado e Itagüí, Terminales Medellín S.A. y el Instituto para el Desarrollo de Antioquia (IDEA).

## Historia
La historia de Metroplús se enmarca en el proceso de modernización del transporte público en el Valle de Aburrá, impulsado por la necesidad de articular diferentes modos de movilidad en un sistema integrado, eficiente y ambientalmente sostenible. Desde sus primeras formulaciones conceptuales a comienzos de la década de 2000 hasta su incorporación efectiva al SITVA, el desarrollo del sistema ha estado marcado por decisiones de planificación urbana, cambios en la estructura institucional y una ejecución escalonada de su infraestructura. 

### Origen del proyecto
La idea de implementar un sistema de autobuses de tránsito rápido en Medellín surgió como parte de la estrategia para consolidar el Sistema Integrado de Transporte del Valle de Aburrá –SITVA–. A comienzos de la década de 2000, el Gobierno Nacional incluyó en su plan de desarrollo la creación de sistemas de transporte masivo en distintas ciudades del país, inspirados en el modelo de TransMilenio en Bogotá.
El 6 de septiembre de 2004, el Consejo Nacional de Política Económica y Social –CONPES– expidió el documento 3307, que estableció las condiciones para la financiación del sistema por parte de la Nación. En dicho documento se definió al sistema como un esquema tipo BRT, con carriles exclusivos y estaciones preestablecidas, pero adaptado a las características físicas y urbanas de Medellín.

### Estudios y planeación
En 2002, el Departamento Administrativo de Planeación y la Empresa de Desarrollo Urbano firmaron un convenio para realizar estudios técnicos, urbanísticos y económicos del sistema. La empresa TransMilenio S.A. fue contratada como asesora para el diseño preliminar, con base en la experiencia del sistema en Bogotá.
El proyecto fue incluido dentro del programa nacional de sistemas estratégicos de transporte público, lo que permitió su cofinanciación por parte del Gobierno Nacional. El diseño contempló troncales, pretroncales y rutas alimentadoras, con integración tarifaria al sistema metro y al resto del SITVA.

### Construcción de infraestructura
Las obras de la troncal línea 1 (Universidad de Medellín–Parque de Aranjuez) comenzaron entre 2006 y 2008, con una inversión estructurada según los documentos CONPES 3307, 3349 y 3573.
Se adecuaron carriles exclusivos, deprimidos y pasos vehiculares para garantizar la continuidad del servicio sin interferencias viales. Se incorporaron tecnologías de control de flota, monitoreo en tiempo real y flota de autobuses articulados y padrones a gas natural vehicular.
Las obras de la línea 2 (Universidad de Medellín–Parque de Aranjuez) iniciaron en 2009, con intervenciones en el corredor de la carrera 57 avenida del Ferrocarril y la calle 30 avenida Universidad de Medellín, incluyendo integración con estaciones del metro de Medellín y pasos a desnivel para separar el tráfico mixto.
La línea 3 (Itagüí–Envigado) se desarrolló como un corredor de carácter metropolitano, buscando conectar el sur del Valle de Aburrá con el sistema Metroplús y el metro de Medellín. Su ejecución incluyó obras en la autopista Sur y la avenida Las Vegas, con carriles preferenciales y estaciones intermedias.
Por su parte, la línea O (circular centro-occidental) fue concebida como una ruta de operación preferencial más que como una troncal de infraestructura pesada. Las adecuaciones se enfocaron en la señalización, control de semáforos y habilitación de paraderos estratégicos a lo largo de la avenida 80, conectando sectores de Belén, Laureles, Robledo y la terminal del norte.

### Puesta en operación de líneas troncales y pretroncales
El 22 de diciembre de 2011 se inauguró la Línea 1, una troncal de 12,5 km entre el occidente y el oriente de Medellín. El 26 de abril de 2013 se habilitó la Línea 2, una pretroncal que recorre la Avenida Oriental con paraderos a nivel de calle.
El 28 de octubre de 2013 comenzaron a operar las rutas alimentadoras barriales, y el 29 de octubre de 2014 fue inaugurada la estación de integración Industriales, conectando directamente con la Línea A del metro.

### Expansión en el sur del valle de Aburrá
El 30 de noviembre de 2019 se inauguró la Línea O, ubicada en los municipios de Envigado e Itagüí. Esta línea cuenta con 27 paraderos exclusivos a lo largo de la Avenida 80, entre el sector de La Aguacatala y el límite sur del municipio de Itagüí.
El 6 de julio de 2021 entraron en operación cinco nuevas estaciones de la Línea 2 en la Avenida Oriental: Perpetuo Socorro, Barrio Colón, San José, La Playa y Catedral.

### Ajustes operativos
El 10 de mayo de 2017 se modificó el trazado de la Línea 2 en el tramo entre la Catedral Metropolitana y Palos Verdes, con el fin de reducir redundancias con otras rutas y mejorar la regularidad del servicio. En paralelo, se fortaleció el centro de control operativo, desde donde se monitorea en tiempo real el desempeño de los buses y las condiciones del tráfico.

### Impacto y proyecciones futuras
Según cifras oficiales, el sistema moviliza cerca de 157 000 pasajeros diarios y ha generado más de 3 000 empleos directos e indirectos mediante obras de infraestructura urbana.
Entre los planes de expansión se contempla la construcción de 23 estaciones adicionales en la Pretroncal Sur (cinco en Medellín, seis en Envigado y doce en Itagüí), así como un nuevo corredor por la Avenida Guayabal con seis estaciones proyectadas.

### Cronología
- El 22 de diciembre de 2011 es inaugurada la línea 1.
- El 26 de abril de 2013 es inaugurada la línea 2.
- El 28 de octubre de 2013 inicia la operación de las rutas alimentadoras del sistema.
- El 29 de octubre de 2014 es inaugurada la estación Industriales.
- El 10 de mayo de 2017 se modifica el trazado de la línea 2 en el tramo entre Catedral Metropolitana y Palos Verdes para reducir redundancias y mejorar la regularidad operativa.[23]
- El 30 de noviembre de 2019 es inaugurada la línea O.
- El 5 de julio de 2021 son inauguradas cinco estaciones de la línea 2 en la avenida Oriental.
- El 11 de julio de 2023 se entrega el tramo de la Calle 12 Sur, con 1,6 km de vía intervenida como parte de la habilitación de la pretroncal sul y acceso al tramo de Metroplús.[24]
- En 2025 avanzan los estudios y diseños para la construcción de 23 nuevas estaciones en la Pretroncal Sur (5 en Medellín, 6 en Envigado y 12 en Itagüí); asimismo, se proyecta una extensión sobre la Avenida Guayabal con seis estaciones adicionales.[25]

## Área de influencia
Según el estudio Origen y destino metropolitano 2005, elaborado por el Área Metropolitana del Valle de Aburrá, la participación de Metroplús en el sistema de transporte público alcanza un 10 % en su zona de influencia directa, concentrada principalmente en el municipio de Medellín. El corredor troncal atraviesa sectores urbanos densos, como la comuna 16 Belén por la avenida 30; la comuna 10 La Candelaria, en la avenida Ferrocarril; y la comuna 4 Aranjuez, a lo largo de la carrera 45, lo que constituye un eje norte–sur en el área central de Medellín.
La Encuesta Origen‑Destino 2017 documentó una redistribución de la participación modal: entre 2012 y 2017, el uso del bus público se redujo notablemente y aumentó en tres puntos porcentuales la participación combinada de Metro y Metroplús, lo cual sugiere una migración progresiva desde el transporte colectivo hacia modos masivos integrados dentro del SITVA. Este cambio modal se observó con particular intensidad en zonas como Belén, Laureles‑Estadio y Buenos Aires, donde confluyen Metroplús, el tranvía y el metro.
En los municipios de Envigado e Itagüí, Metroplús cumple una función complementaria e intermodal. En Envigado transita por la carrera 43 A, atravesando los sectores La Mina, Alcalá y Jardines, hasta conectar con la estación Ayurá del Metro. En Itagüí, el tramo en ejecución denominado «fase 1B del tramo 4A» va del límite con Envigado al sector de Ditaires; incluye carriles exclusivos, andenes, pasos peatonales y canalización de quebradas, conectando barrios como San José, Santa María, El Rosario y Triana, con acceso directo a estaciones del sistema metroférreo.
En conjunto, estas zonas conforman la cobertura efectiva de Metroplús, caracterizada por corredores troncales y pretroncales en sectores de alta densidad urbana, con potencial de integración funcional, operativa y tarifaria dentro del SITVA.
En términos metropolitanos, el Metro de Medellín presta servicios en una zona de influencia conformada por los diez municipios del Valle de Aburrá: Girardota, Barbosa, Copacabana, Bello, Medellín (ciudad núcleo), Itagüí, Envigado, Sabaneta, La Estrella y Caldas, que agrupan una población estimada en 3,9 millones de habitantes. En ese contexto, Metroplús opera como modo integrado dentro del SITVA, con cobertura directa en los municipios de Medellín, Envigado e Itagüí, que corresponden a su zona de influencia específica y funcional.

## Infraestructura
La infraestructura del sistema Metroplús está conformada por corredores exclusivos, estaciones y paradas diseñadas con uniformidad según los estándares para sistemas de autobuses de tránsito rápido, una flota diversificada, patios y terminales operativos, tecnología de señalización y recaudo, y facilidades para la intermodalidad con bicicletas. Incluye además elementos de integración peatonal y paisajística en su diseño urbano.
Metroplús opera actualmente dos líneas troncales —línea 1 (12,5 km) y línea 2 (13,5 km)— y una pretroncal línea O (9,2 km), que suman 35.2 km de corredores exclusivos en pavimento rígido.  
Las estaciones centrales están ubicadas aproximadamente cada 500 m, diseñadas para garantizar accesibilidad universal y velocidad de embarque.

### Líneas
Metroplús opera tres corredores principales: dos líneas troncales y una pretroncal de propulsión eléctrica, adaptados al modelo BRT de mediana capacidad. Las líneas troncales (1 y 2) cuentan con carriles exclusivos segregados, mientras que la línea O funciona con autobuses eléctricos y se conecta progresivamente al sistema del SITVA.
| Línea   | Tipo                           | Inauguración | Longitud (km) | Estaciones / paraderos   | Flota tipo                   | Capacidad (pasajeros / hora / sentido) |
| ------- | ------------------------------ | ------------ | ------------- | ------------------------ | ---------------------------- | -------------------------------------- |
| Línea 1 | Troncal (GNV)                  | 22 dic 2011  | 12,5          | 21 estaciones centrales  | 31 articulados + 47 padrones | ≈ 3018                                 |
| Línea 2 | Troncal/pretroncal (eléctrica) | 22 abr 2013  | 13,5          | 19 estaciones + 1 parada | 25 padrones eléctricos       | ≈ 1350                                 |
| Línea 3 | Pretroncal                     |              | 21            |                          |                              |                                        |
| Línea O | Pretroncal eléctrica           | 30 nov 2019  | 9,2           | 14 paraderos             | 17 eléctricos                | ≈ 800                                  |

Cada una de las tres líneas de Metroplús cumple una función específica dentro del sistema: la línea 1 ofrece alta capacidad y cobertura troncal en el eje noroccidental de Medellín; la línea 2 complementa ese recorrido con un trazado más céntrico, en zonas de alta demanda y restricciones ambientales; y la línea O presta servicio con buses eléctricos en la zona occidental de la ciudad. En conjunto, estas líneas permiten atender distintos sectores y necesidades de movilidad en el Valle de Aburrá, integradas física y tarifariamente al SITVA.

### Estaciones
Metroplús cuenta con un total de 39 estaciones y 15 paradas distribuidas a lo largo de sus tres líneas, todas ubicadas en el municipio de Medellín.
Las estaciones son infraestructuras de embarque ubicadas en el separador central, de acceso controlado, con pasarelas peatonales y pago previo al ingreso. Las paradas son plataformas laterales de acceso directo desde la vía, sin control de acceso, y el pago se realiza al abordar.
Su distribución abarca zonas del centro, occidente y sur de Medellín, garantizando accesibilidad universal mediante rampas, señalización táctil, ascensores y escaleras mecánicas en las estaciones principales.
Algunas estaciones integran infraestructura adicional como cicloparqueaderos o módulos de atención al usuario, y permiten transferencias con otros modos del SITVA mediante andenes compartidos, especialmente en estaciones como Industriales y Universidad de Medellín.
Estas estaciones y paradas, con un diseño estandarizado y dotaciones básicas de accesibilidad, conforman el conjunto de puntos de embarque y desembarque del sistema Metroplús. Su ubicación permite la correspondencia con otros modos de transporte integrados en el SITVA.

### Rutas alimentadoras
Como parte del proyecto de expansión y cobertura territorial del sistema de buses de tránsito rápido, Metroplús incluye rutas alimentadoras organizadas por cuencas de servicio. Estas cuencas agrupan sectores geográficos con características operativas comunes y buscan garantizar la conectividad entre zonas residenciales y las líneas troncales del sistema. El esquema fue desarrollado en articulación con el Área Metropolitana del Valle de Aburrá y ejecutado mediante contratos de concesión con operadores especializados, cada uno responsable de una o más cuencas.

#### Cuenca 3: Belén
En la cuenca 3, correspondiente al sector de Belén, las rutas alimentadoras están conectadas principalmente con la Línea 1 de Metroplús. Estas rutas permiten acceder a zonas residenciales del occidente de Medellín, extendiendo la cobertura del sistema hacia barrios como El Rodeo, Las Violetas, La Palma y Altavista. Las rutas se articulan con estaciones como Rosales, Fátima y La Palma, ofreciendo integración tarifaria con los servicios troncales. 

#### Cuenca 4: San Javier y La América
En la cuenca 4, que abarca los sectores de San Javier, La América y parte de Laureles, las rutas alimentadoras complementan el sistema Metroplús al conectar zonas intermedias con corredores principales como la Avenida San Juan. Estas rutas operan en modalidad de tránsito compartido, con acceso preferencial a ciertos corredores y paradas ubicadas cerca de las estaciones de la Línea 1, aunque sin conexión física directa. Se trata de una zona con topografía mixta, lo que hace que algunas rutas requieran vehículos con características operativas especiales.

#### Cuenca 6: Aranjuez y Manrique
Las rutas de la cuenca 6 atienden el nororiente de Medellín, en comunas como Aranjuez y Manrique, y establecen conexión con Metroplús principalmente en estaciones ubicadas en el centro de la ciudad, como San José y Catedral. Esta cuenca presenta una integración operativa y tarifaria con el sistema Metroplús y sus rutas alimentadoras son gestionadas por el operador Sistema de Alimentación del Oriente S. A. S. (SAO6).

#### Tabla de rutas principales próximas a Metroplús
La siguiente tabla resume algunas de las rutas alimentadoras con conexión directa o próxima a estaciones del sistema Metroplús, organizadas por cuenca operativa. Se indican los tramos principales de cada ruta y las estaciones del corredor troncal a las que acceden o con las que mantienen correspondencia física, evidenciando su integración territorial.
| Cuenca                      | Ruta                                       | Recorrido breve                             | Estaciones Metroplús conectadas                                                       |
| --------------------------- | ------------------------------------------ | ------------------------------------------- | ------------------------------------------------------------------------------------- |
| Cuenca 3 (Occidente)        | C3‑001                                     | Santa Gema ↔ Aguacatala–Industriales        | La Palma, Rosales, Belén, Aguacatala, Industriales                                    |
| Cuenca 3 (Occidente)        | C3‑007A                                    | Loma de Los Bernal ↔ La Palma               | La Palma                                                                              |
| Cuenca 6 (Nororiente)       | C6‑009                                     | Enciso ↔ Estación Prado                     | Prado, Hospital, Gardel                                                               |
| Cuenca 6 (Nororiente)       | C6‑019                                     | El Raizal ↔ Gardel                          | Gardel                                                                                |
| Cuenca 6 (Nororiente)       | C6‑020                                     | San José La Cima ↔ Universidad de Medellín  | Gardel, Hospital, Universidad de Medellín                                             |
| Cuenca 4 (Sur/Suroccidente) | Varias rutas (Itagüí–Guayabal–La Estrella) | Sectores residenciales al troncal Metroplús | Conexión mediante paradas cercanas a estaciones como Aguacatala, Belén e Industriales |

### Flota
El sistema Metroplús cuenta con una flota de autobuses de tránsito rápido conformada por vehículos articulados y vehículos tipo padrón. Estos circulan exclusivamente por los corredores troncales en operación y emplean tecnologías de propulsión a gas natural vehicular o electricidad. El parque automotor troncal del sistema ha sido operado desde su inicio por la empresa Metroplús S. A., en coordinación con el concesionario Masivo de Occidente S. A. S. y con participación del operador Metro de Medellín Ltda.

#### Autobuses articulados
Los vehículos articulados operan principalmente en la línea 1 (troncal Aranjuez–Belén) y en la línea 2 (troncal Belén–Aranjuez), conectando estaciones de mayor afluencia. Este tipo de autobús, con capacidad promedio de 160 pasajeros, cuenta con dos unidades rígidas unidas por una articulación central, cuatro puertas laterales dobles de embarque al nivel del andén y una longitud cercana a los 18 metros. La mayoría de los articulados fueron fabricados por Busscar de Colombia sobre chasis Scania K250 o Volvo B340M, propulsados por motores a gas natural vehicular.

#### Autobuses padrón
Los autobuses padrón, con una capacidad promedio de 80 pasajeros, prestan servicio en segmentos de menor demanda o en rutas complementarias dentro de los tramos troncales. Estos vehículos tienen una longitud aproximada de 12 metros, cuentan con tres puertas laterales dobles y sistema de embarque nivelado con el andén. La flota incluye unidades propulsadas por gas natural vehicular y otras eléctricas adquiridas en años recientes, estas últimas asignadas a la línea 3 (troncal Buenos Aires).

#### Tecnología y tipo de combustible
Desde el inicio de las operaciones, Metroplús ha empleado buses propulsados con gas natural vehicular como fuente energética principal. Esta elección fue promovida por el gobierno nacional a través del Ministerio de Minas y Energía, en coordinación con el Área Metropolitana del Valle de Aburrá, como parte de una política pública para diversificar la matriz energética del transporte público y mitigar emisiones contaminantes locales.
En 2011 se adjudicó la operación de la cuenca 3 al concesionario Masivo de Occidente S. A. S., que incorporó una flota 100 % a gas. Posteriormente, Metroplús S. A. exploró nuevas alternativas tecnológicas. En 2019 se incorporaron los primeros vehículos eléctricos tipo padrón, operados por Metro de Medellín Ltda., para la troncal de Buenos Aires.
Estudios posteriores sobre eficiencia energética y costos operativos han documentado ventajas técnicas y ambientales de los buses eléctricos, especialmente en emisiones locales y nivel de ruido. Sin embargo, las dificultades en infraestructura de recarga y los costos iniciales han condicionado su implementación a rutas específicas de menor longitud o pendientes moderadas.

#### Modelos de autobuses
La flota de Metroplús ha estado compuesta por diferentes tipos de vehículos a lo largo de su historia, incluyendo buses articulados y padrones, tanto eléctricos como diésel. A continuación se presenta una tabla con los modelos más representativos del sistema:

#### Modelos de autobuses troncales
A lo largo de su operación, el sistema Metroplús ha incorporado distintos modelos de autobuses para sus líneas troncales, tanto articulados como padrones. A continuación se listan los más representativos, incluyendo vehículos propulsados por gas natural vehicular (GNV) y eléctricos a baterías. Las filas sombreadas corresponden a modelos retirados de servicio o fuera de operación.
| Modelo                       | Fabricante            | Long.  | Propulsión | Cap.  | Líneas            | Año        | Estado            |
| ---------------------------- | --------------------- | ------ | ---------- | ----- | ----------------- | ---------- | ----------------- |
| Modasa Zeus Urbano BZU2      | Modasa (Scania/Volvo) | ≈ 18 m | GNV        | ≈ 160 | Línea 1           | 2011       | En operación      |
| Zhongtong LCK6180CNG‑Bendy   | Zhongtong             | ≈ 18 m | GNV        | ≈ 160 | 1 y 2             | 2015–2016  | En operación      |
| Zhongtong LCK6125CNG “Sunny” | Zhongtong             | ≈ 12 m | GNV        | ≈ 90  | 1 y 2             | 2013       | En operación      |
| BYD eBus Andino 18           | BYD                   | ≈ 18 m | Eléctrico  | ≈ 160 | Línea 1           | 2019       | En operación      |
| BYD K9GA                     | BYD                   | ≈ 12 m | Eléctrico  | ≈ 80  | Línea 2 (y otras) | Desde 2020 | En operación      |
| Modasa Zeus (piloto)*        | Modasa (Volvo)        | ≈ 18 m | GNV        | ≈ 160 | Línea 1           | 2010       | Fuera de servicio |

- Unidad de prueba no incorporada a operación regular.[45]

## Integración al SITVA
La red de Metroplús se encuentra integrada tanto física como tarifariamente al SITVA, lo que permite realizar transbordos con otros modos del sistema, como el metro y el tranvía, mediante un sistema de pago unificado. Esta integración se materializa a través de estaciones compartidas, pasarelas peatonales o tramos de vía pública en común, según el tipo de conexión habilitada.
A continuación se describe la infraestructura de integración para cada línea troncal de Metroplús, destacando su correspondencia con otras líneas del SITVA.

### Línea 1
La línea 1 de Metroplús establece tres conexiones con el sistema metro —dos con la línea A y una con la línea B—, además de múltiples conexiones con las otras líneas del sistema de buses de tránsito rápido, mediante estaciones integradas, pasarelas peatonales o zonas de transferencia.
| Estación de Metroplús   | Modo integrado | Línea integrada   | Tipo de conexión                                                | Observaciones                                                                       |
| ----------------------- | -------------- | ----------------- | --------------------------------------------------------------- | ----------------------------------------------------------------------------------- |
| Universidad de Medellín | Metroplús      | Línea 2           | Edificio compartido                                             | Integración física y tarifaria                                                      |
| Los Alpes               | Metroplús      | Línea 2           | Edificio compartido                                             | Integración física y tarifaria                                                      |
| La Palma                | Metroplús      | Líneas 2 y O      | Edificio compartido (Línea 2); vía pública compartida (Línea O) | Integración física y tarifaria con la Línea 2; integración tarifaria con la Línea O |
| Parque de Belén         | Metroplús      | Línea 2           | Edificio compartido                                             | Integración física y tarifaria                                                      |
| Rosales                 | Metroplús      | Línea 2           | Edificio compartido                                             | Integración física y tarifaria                                                      |
| Fátima                  | Metroplús      | Línea 2           | Edificio compartido                                             | Integración física y tarifaria                                                      |
| Nutibara                | Metroplús      | Línea 2           | Edificio compartido                                             | Integración física y tarifaria                                                      |
| Industriales            | Metro          | Línea A y línea 2 | Edificio compartido (Línea 2); pasarela (Línea A)               | Integración tarifaria SITVA; transferencia mediante recorrido a pie por pasarela    |
| Cisneros                | Metro          | Línea B           | Vía pública compartida                                          | Integración tarifaria SITVA, sin conexión estructural                               |
| Hospital                | Metro          | Línea A           | Pasarela peatonal directa                                       | Integración física y tarifaria                                                      |
| Palos Verdes            | Metroplús      | Línea 2           | Edificio compartido                                             | Integración física y tarifaria                                                      |
| Gardel                  | Metroplús      | Línea 2           | Edificio compartido                                             | Integración física y tarifaria                                                      |
| Manrique                | Metroplús      | Línea 2           | Edificio compartido                                             | Integración física y tarifaria                                                      |
| Las Esmeraldas          | Metroplús      | Línea 2           | Edificio compartido                                             | Integración física y tarifaria                                                      |
| Berlín                  | Metroplús      | Línea 2           | Edificio compartido                                             | Integración física y tarifaria                                                      |
| Parque de Aranjuez      | Metroplús      | Línea 2           | Edificio compartido                                             | Integración física y tarifaria                                                      |

### Línea 2
La línea 2 de Metroplús establece dos conexiones con la línea A del sistema metro, con las otras líneas del sistema de buses de tránsito rápido y una con la línea T del sistema tranviario, mediante estaciones integradas, pasarelas peatonales o zonas de transferencia.
| Estación de Metroplús   | Modo integrado | Línea integrada   | Tipo de conexión                                                | Observaciones                                                                       |
| ----------------------- | -------------- | ----------------- | --------------------------------------------------------------- | ----------------------------------------------------------------------------------- |
| Universidad de Medellín | Metroplús      | Línea 1           | Edificio compartido                                             | Integración física y tarifaria                                                      |
| Los Alpes               | Metroplús      | Línea 1           | Edificio compartido                                             | Integración física y tarifaria                                                      |
| La Palma                | Metroplús      | Líneas 1 y O      | Edificio compartido (Línea 1); vía pública compartida (Línea O) | Integración física y tarifaria con la Línea 1; integración tarifaria con la Línea O |
| Parque de Belén         | Metroplús      | Línea 1           | Edificio compartido                                             | Integración física y tarifaria                                                      |
| Rosales                 | Metroplús      | Línea 1           | Edificio compartido                                             | Integración física y tarifaria                                                      |
| Fátima                  | Metroplús      | Línea 1           | Edificio compartido                                             | Integración física y tarifaria                                                      |
| Nutibara                | Metroplús      | Línea 1           | Edificio compartido                                             | Integración física y tarifaria                                                      |
| Industriales            | Metro          | Línea A y línea 2 | Edificio compartido (Línea 1); pasarela (Línea A)               | Integración tarifaria SITVA; transferencia mediante recorrido a pie por pasarela    |
| San José                | Tranvía        | Línea T           | Vía pública compartida                                          | Integración tarifaria SITVA, sin conexión física directa                            |
| Palos Verdes            | Metroplús      | Línea 1           | Edificio compartido                                             | Integración física y tarifaria                                                      |
| Gardel                  | Metroplús      | Línea 1           | Edificio compartido                                             | Integración física y tarifaria                                                      |
| Manrique                | Metroplús      | Línea 1           | Edificio compartido                                             | Integración física y tarifaria                                                      |
| Las Esmeraldas          | Metroplús      | Línea 1           | Edificio compartido                                             | Integración física y tarifaria                                                      |
| Berlín                  | Metroplús      | Línea 1           | Edificio compartido                                             | Integración física y tarifaria                                                      |
| Parque de Aranjuez      | Metroplús      | Línea 1           | Edificio compartido                                             | Integración física y tarifaria                                                      |

### Línea O
La línea O de Metroplús establece dos conexiones con la línea B del sistema metro y una con las otras líneas del sistema de buses de tránsito rápido, mediante estaciones integradas, pasarelas peatonales o zonas de transferencia.
| Estación de Metroplús | Modo integrado | Línea integrada | Tipo de conexión       | Observaciones |
| --------------------- | -------------- | --------------- | ---------------------- | --- |
| Caribe                | Metro          | Línea A         | Pasarela peatonal      | Integración física y tarifaria SITVA; acceso mediante recorrido a pie entre la estación del metro y el paradero de la Línea O |
| Floresta              | Metro          | Línea B         | Vía pública compartida | Integración tarifaria SITVA, sin conexión estructural                                                                         |
| La Palma              | Metroplús      | Líneas 1 y 2    | Vía pública compartida | Integración tarifaria SITVA, sin conexión estructural                                                                         |

## Horarios
La información oficial del Metro de Medellín Ltda. indica que la línea 1 y la línea 2 del Metroplús operan dentro de los siguientes rangos generales:
La operación de las líneas de Metroplús sigue un esquema unificado en días hábiles, con servicios que comienzan a las 4:30 y finalizan a las 23:00. Durante domingos y festivos, el horario se ajusta para iniciar a las 5:00 y cerrar a las 22:00. Esta programación aplica de manera general a la línea 1 (Universidad de Medellín–Aranjuez) y a la línea 2 (Universidad de Medellín–Aranjuez), que comparten infraestructura troncal en gran parte del recorrido.
En estaciones de transferencia como Industriales, Universidad, La Palma o Belén, se dispone de información en tiempo real y personal operativo para facilitar la conexión entre modos. Aunque el servicio es continuo, pueden presentarse variaciones en frecuencias según la demanda y la franja horaria.
Las estaciones terminales, como Universidad de Medellín y Parque de Aranjuez, funcionan como nodos de regulación de flota y reinicio de servicios. En el caso de Universidad de Medellín, además de su función como cabecera de la línea 2, se conecta con rutas alimentadoras provenientes del occidente de Medellín, y cuenta con andenes de acceso, cicloinfraestructura y pasos peatonales hacia los barrios aledaños.
| Día de operación   | Día de operación | Primer vehículo | Último vehículo |
| ------------------ | ---------------- | --------------- | --------------- |
| Lunes a sábado     | Líneas 1 y 2     | 4:30            | 23:00           |
| Domingo y festivos | Líneas 1 y 2     | 5:00            | 22:00           |

Los horarios presentados en esta tabla son aproximaciones generales tomadas del sitio web oficial; pueden variar ligeramente en función de la estación y la línea.

### Estación Parque de Aranjuez
La estación Parque de Aranjuez sirve como terminal oriental de las líneas 1 y 2 de Metroplús. A continuación se presentan los horarios de salida de los primeros y últimos vehículos desde esta estación con destino a Universidad de Medellín:
| Línea   | Día                | Primer vehículo | Último vehículo |
| ------- | ------------------ | --------------- | --------------- |
| Línea 1 | Lunes a sábado     | 4:20            | 22:44           |
| Línea 1 | Domingo y festivos | 5:00            | 21:57           |
| Línea 2 | Lunes a sábado     | 4:24            | 22:40           |
| Línea 2 | Domingo y festivos | 5:00            | 21:50           |

### Estación Universidad de Medellín
La estación Universidad de Medellín funciona como terminal occidental de las líneas 1 y 2 de Metroplús. A continuación se presentan los horarios de salida de los primeros y últimos vehículos desde esta estación con destino a Parque de Aranjuez:
| Línea   | Día                | Primer vehículo | Último vehículo |
| ------- | ------------------ | --------------- | --------------- |
| Línea 1 | Lunes a sábado     | 4:19            | 22:42           |
| Línea 1 | Domingo y festivos | 5:03            | 21:55           |
| Línea 2 | Lunes a sábado     | 4:21            | 23:41           |
| Línea 2 | Domingo y festivos | 5:05            | 22:51           |

## Medios de pago
En la actualidad, el acceso al SITVA se realiza principalmente mediante la tarjeta inteligente Cívica, la cual permite la utilización de un sistema de tarifa integrada en todos los modos de transporte del sistema. Anteriormente, también se podía ingresar con boletos de uno o varios viajes, que eran introducidos en los torniquetes de las estaciones; sin embargo, este sistema fue reemplazado progresivamente hasta su eliminación en 2007. 

## Tarifas
Las tarifas del sistema se establecen anualmente mediante resolución oficial emitida por el Área Metropolitana del Valle de Aburrá, en su calidad de autoridad de transporte. Estas tarifas son de obligatorio cumplimiento para todos los modos integrados en el SITVA y pueden ser modificadas de acuerdo con criterios técnicos, financieros y de política pública.
La tarjeta Cívica permite acceder a diferentes tipos de tarifas según el perfil del usuario y el modo de transporte. Los usuarios que registran su tarjeta pueden acceder a tarifas preferenciales, que incluyen subsidios para estudiantes, adultos mayores, personas con discapacidad –PMR– y beneficiarios del SISBEN. Estas tarifas diferenciales son posibles gracias al sistema de personalización, el cual asocia el perfil socioeconómico del usuario a la tarjeta.
Las siguientes tarifas comenzaron a regir a partir del 1 de enero de 2025:
| Esquema de integración                             | Esquema de integración                                                           | Perfil tarifario   | Perfil tarifario   | Perfil tarifario   | Perfil tarifario   | Perfil tarifario     |
| -------------------------------------------------- | -------------------------------------------------------------------------------- | ------------------ | ------------------ | ------------------ | ------------------ | -------------------- |
| Esquema de integración                             | Esquema de integración                                                           | Frecuente          | Adulto mayor       | Estudiantil        | PMR                | Al portador Eventual |
| 1                                                  | Metro / Ruta alimentadora / Tranvía / Metroplús / Metrocable                     | $3 430             | $3 060             | $1 420             | $2 480             | $3 900               |
| 2                                                  | Tranvía / Metroplús + Metro / Metrocable                                         | $3 430             | $3 060             | $1 420             | $2 480             | $3 900               |
| 3                                                  | Ruta alimentadora + Tranvía / Metroplús                                          | $3 430             | $3 060             | $1 420             | $2 480             | $3 900               |
| 4                                                  | Tranvía + Metrocable / Metro                                                     | $3 430             | $3 060             | $1 420             | $2 480             | $3 900               |
| 5                                                  | Ruta alimentadora + Metro / Metrocable                                           | $4 110             | $3 740             | $2 100             | $3 160             | $4 580               |
| 6                                                  | Ruta alimentadora + Tranvía / Metroplús + Metro / Metrocable                     | $4 110             | $3 740             | $2 100             | $3 160             | $4 580               |
| 7                                                  | Ruta alimentadora + Ruta alimentadora                                            | $4 110             | $3 740             | $2 100             | $3 160             | $4 580               |
| 8                                                  | Ruta alimentadora + Tranvía / Metroplús + Ruta alimentadora                      | $4 790             | $4 420             | $2 780             | $3 840             | $5 260               |
| 9                                                  | Ruta alimentadora + Metro / Metrocable + Ruta alimentadora                       | $5 470             | $5 100             | $3 460             | $4 520             | $5 940               |
| 10                                                 | Ruta alimentadora + Tranvía / Metroplús + Metro / Metrocable + Ruta alimentadora | $5 470             | $5 100             | $3 460             | $4 520             | $5 940               |
| Perfiles tarifarios Línea L – Cable Turístico Arví | Perfiles tarifarios Línea L – Cable Turístico Arví                               | Costo por trayecto | Costo por trayecto | Costo por trayecto | Costo por trayecto | Costo por trayecto   |
| 1                                                  | Tarifa para estratos 1, 2 y 3                                                    | $3 500             | $3 500             | $3 500             | $3 500             | $3 500               |
| 2                                                  | Tarifa para nacionales con tarjeta Cívica personalizada                          | $10 950            | $10 950            | $10 950            | $10 950            | $10 950              |
| 3                                                  | Tarifa para extranjeros o usuarios sin tarjeta personalizada                     | $24 500            | $24 500            | $24 500            | $24 500            | $24 500              |

Estas tarifas del Cable Arví comenzaron a regir desde el 11 de abril de 2025.

## Normatividad
Metroplús opera bajo el marco jurídico vigente que regula los sistemas urbanos de transporte masivo en Colombia. Su funcionamiento se sujeta a normativas nacionales, reglamentaciones sectoriales y decretos municipales relacionados con planificación, operación y financiación del transporte público.

### Marco legal nacional
Las normas principales aplicables son:
- Ley 86 de 1989, que regula los sistemas urbanos de transporte masivo de pasajeros, estableciendo principios de cobertura, eficiencia y financiación pública.
- Ley 105 de 1993, que redistribuye competencias entre la Nación y las entidades territoriales en materia de transporte y planificación urbana.
- Ley 310 de 1996, que modifica parcialmente la Ley 86 de 1989, establece el concepto de área de influencia de un sistema masivo de transporte y regula la cofinanciación estatal del proyecto entre el 40 % y el 70 % del valor total, según requerimientos técnicos y planteamiento institucional.[59]
- Ley 336 de 1996 (Estatuto Nacional del Transporte), que unifica criterios para la regulación del transporte público masivo y define requisitos legales para su implementación, incluyendo estudios de factibilidad, autorizaciones ministeriales y constitución de las empresas operadoras.[60]

### Reglamentación sectorial
- El Decreto 3109 de 1997 reglamenta la habilitación y prestación del servicio público urbano de transporte masivo de pasajeros, así como el uso de recursos de la Nación para su financiamiento.[61]
- La normativa adicional del Ministerio de Transporte regula requisitos técnicos, operativos y de seguridad, incluyendo el Decreto Único 1079 de 2015 para el sector transporte y normas asociadas a BRT y modos ferroviarios urbanos.[62]
- La Ley 1618 de 2013 impone la obligación de asegurar la accesibilidad universal en los sistemas de transporte masivo, garantizando adecuación para personas con discapacidad desde la etapa de diseño y operación.[62]

### Normativa metropolitana y local
- El Acuerdo Metropolitano 019 de 2002 del Área Metropolitana del Valle de Aburrá sentó las bases institucionales del sistema integrado de transporte del Valle de Aburrá, reconociendo al transporte terrestre como un asunto metropolitano integral.
- La Resolución Metropolitana 1371 de 2008 oficializó la creación de la autoridad única de transporte masivo en el Valle y consolidó la estructura de gobernanza del sistema.
- En Medellín y Envigado, los Planes de Ordenamiento Territorial y el Plan Maestro de Movilidad integraron las normas locales con los requisitos nacionales, y delegaron la implementación de infraestructuras y contratos a Metroplús S. A., que actúa como entidad pública descentralizada.
- Los convenios interadministrativos entre Metroplús S. A., la Alcaldía de Medellín, el Área Metropolitana y Metro de Medellín garantizan la coordinación operativa y cumplimiento normativo conforme a la Ley 80 de 1993 (Contratación Pública).

### Aplicación al sistema Metroplús
Metroplús cumple con los siguientes requerimientos normativos:
- Operación por entidad legalmente habilitada Metroplús S. A. y concesión operativa a Metro de Medellín Ltda., en cumplimiento de los requisitos establecidos por el Estatuto del Transporte y la Ley 336.[60]
- Estructuración financiera conforme a los parámetros del CONPES 3307, requerido para cofinanciación nacional, y según lo dispuesto en la Ley 310 de 1996 respecto al porcentaje de aportes estatales.[59]
- Adecuación de estaciones, vehículos y accesos según normativas de accesibilidad y reglamentos técnicos aplicables.
- Recaudo electrónico interoperable dentro del sistema integrado de transporte del Valle de Aburrá, conforme a los reglamentos tarifarios adoptados por Acuerdos Metropolitanos.

## Financiamiento
El sistema Metroplús fue concebido como un proyecto de transporte público masivo con cofinanciación entre la Nación, el municipio de Medellín y el Área Metropolitana del Valle de Aburrá.

### Cofinanciación estatal
La estructuración financiera del sistema Metroplús se enmarca en lo dispuesto por la Ley 310 de 1996, que autoriza la participación del Gobierno nacional entre el 40 % y el 70 % del valor total de proyectos de transporte masivo, sujetándose a requisitos técnicos e institucionales.
La participación estatal fue formalizada mediante el documento CONPES 3307 de 2004, que autorizó recursos para la infraestructura troncal, adquisición de predios, estudios de factibilidad y dotación operativa inicial del sistema.

### Aportes locales y metropolitanos
Los gobiernos del municipio de Medellín y del Área Metropolitana del Valle de Aburrá aportaron la contrapartida local exigida por el modelo de financiación, mediante transferencias presupuestales y convenios interadministrativos que designaron a Metroplús S. A. como entidad responsable de la ejecución del proyecto.

### Operación y sostenibilidad financiera
La operación del sistema está delegada a operadores contratistas: Metro de Medellín Ltda. y Masivo de Occidente S. A. S., en conformidad con los criterios de habilitación y concesión establecidos por la Ley 336 de 1996.

### Créditos y recursos adicionales
Metroplús S. A. ha sido sujeto de procesos de financiación mediante líneas de crédito con organismos financieros y banca multilateral para la construcción del corredor en Itagüí (sector Quebrada Doña María), por un valor aproximado de 61 367 millones de pesos colombianos.

## Controversia y críticas

### Tramo 2B en Envigado
Durante la ejecución del tramo 2B del sistema Metroplús en el municipio de Envigado, se presentaron controversias relevantes relacionadas con la tala de árboles en el corredor vial proyectado, especialmente en el sector del parque principal y la carrera 43A. El trazado original implicaba la remoción de 218 árboles urbanos, varios de ellos con valor patrimonial, lo cual generó oposiciones de colectivos ciudadanos y organizaciones ambientales.
Entre 2013 y 2020, se registraron protestas ciudadanas, plantones y acciones judiciales. En abril de 2014, el Tribunal Administrativo de Antioquia admitió una acción popular y ordenó impedir la tala mientras se evaluaba el caso, suspendiendo parcialmente las obras del tramo 2B.
El entonces alcalde de Envigado, Héctor Londoño, informó que la paralización resultó en sobrecostos estimados en 733 millones de pesos mensuales, debido a maquinaria inactiva y personal técnico asignado sin tareas activas.
En respuesta, la Alcaldía de Envigado y Metroplús S. A. conformaron mesas técnicas para revisar el diseño del corredor verde. El Área Metropolitana del Valle de Aburrá autorizó en 2019 el aprovechamiento forestal mediante la Resolución Metropolitana 0740, aprobando la tala de 133 árboles, trasplantar 30, conservar 252 ejemplares y reponer 286 especies en compensación.
Finalmente, el 15 de marzo de 2021 el Tribunal Administrativo revocó la medida cautelar, autorizando la reactivación de las obras tras más de siete años de suspensión. El tramo fue inaugurado progresivamente en 2022–2023, con obras que implicaron readecuación vial, renovación urbana y siembra de 83 árboles nuevos en el corredor.

### Deuda del Fondo de Estabilización Tarifaria
En 2022, Metro de Medellín presentó una demanda contra la Alcaldía de Medellín por los recursos adeudados relacionados con el Fondo de Estabilización Tarifaria (FET), el cual financia parcialmente la operación de Metroplús y las rutas alimentadoras en las cuencas 3 (Belén) y 6 (Aranjuez‑Manrique). La suma reclamada ascendía a 80 136 millones de pesos.
Un comunicado conjunto del Distrito y Metro de Medellín indicó que entre 2011 y 2021 el Distrito cumplió con sus aportes al FET, pero en 2022 y 2023 dejó de realizarlos, acumulando una deuda cercana a 87 123 millones de pesos. En diciembre de 2022 Metro inició demandas y la Alcaldía presentó contrademanda, lo cual motivó mesas de trabajo entre ambas instituciones. En agosto de 2024 firmaron un acuerdo de transacción para saldar la deuda, que fue pagada en varios giros realizados entre septiembre y diciembre de ese mismo año.
Según reportes periodísticos, al final del periodo 2022–2023 la deuda acumulada alcanzó los 154 000 millones de pesos, de los cuales 72 000 millones correspondían a las cuencas 3 y 6 (alimentadoras) y aproximadamente 82 000 millones de pesos colombianos al Metro de Medellín.
El Concejo de Medellín aprobó en diciembre de 2022 vigencias futuras por 475 000 millones de pesos para garantizar el sostenimiento del fondo hasta 2029 y saldar la deuda acumulada.

### Seguridad de conductores
A finales de 2023, conductores de Metroplús reportaron un aumento de hasta el 60 % en accidentes viales provocados por la invasión del carril exclusivo por parte de motociclistas, sobre todo en el corredor de la carrera 45 en la comuna 3 - Manrique (norte de Medellín).
Según declaraciones de conductores sindicalizados, amenazas directas por parte de motociclistas que realizan piques ilegales en la vía obligaron a varios operarios a reducir su jornada nocturna o incluso a amenazar con suspender labores si no se garantizaba la seguridad.
En julio de 2024 los conductores advirtieron que aproximadamente 200 trabajadores estaban dispuestos a suspender el servicio si no se tomaban medidas concretas, lo que afectaría directamente a cerca de 10 000 usuarios del nororiente de Medellín.
Las autoridades respondieron con operativos, imponiendo multas y retirando decenas de motocicletas. Según el alcalde encargado, se impusieron 79 órdenes de comparendo y se inmovilizaron 55 motocicletas durante las jornadas de control en diciembre de 2023, lo cual fue bien recibido pero se exigió continuidad en la vigilancia.
En marzo de 2025, el Metro de Medellín lanzó la campaña educativa Yo me pongo la 10 en la vía, con el objetivo de reducir accidentes en corredores del sistema masivo, entre ellos Metroplús, dada la alta incidencia de siniestros por invasión de carriles y conductores descuidados.

### Irregularidades contractuales
En marzo de 2024, la Personería de Medellín inició una indagación previa por presuntas anomalías en un convenio interadministrativo suscrito el 29 de junio de 2023 entre la Secretaría de Movilidad y Metroplús S. A., para intervenir la malla vial. La personera delegada del área disciplinaria, Yenny Serna Montoya, señaló que el contrato fue firmado durante la vigencia de la Ley de Garantías electorales, y no se hallaron soportes de pago por más de $15 000 millones, ni informes de supervisión ni registros en el Sistema de Información y Gestión del Empleo Público –SIGEP–.
La Fiscalía General de la Nación, en abril de 2025, imputó cargos por el delito de contrato sin cumplimiento de requisitos legales al exsecretario de Movilidad Juan Carlos Torres Ojeda, al exdirector técnico de la Secretaría de Infraestructura, Rubén Darío López Giraldo, y al contratista del ITM Santiago Ortega Mateos. El contrato, por valor de $15 053 millones, delegó a Metroplús la ejecución de obras civiles fuera de sus competencias y fue celebrado por contratación directa en plena Ley de Garantías, sin estudios técnicos ni justificativos adecuados.
La sentencia señala que el proceso no se justificó en términos de la normativa aplicable, ya que el objeto del contrato incluía labores como excavación, adecuación de andenes y mantenimiento vial, que corresponden a la Secretaría de Infraestructura Física y no a la Secretaría de Movilidad. Además, las actividades fueron cargadas en el Sistema Electrónico de Contratación Pública SECOP II en un horario nocturno y con urgencia, lo que sugiere falta de planificación.
En septiembre de 2024, la Personería formuló pliego de cargos contra los exfuncionarios de Metroplús Andrés Moreno Múnera y Germán Builes Zuluaga por presunta apropiación presupuestal indebida y extensión de contratos sin certificado de disponibilidad presupuestal ni registro presupuestal, en el marco de un contrato de prestación de servicios valorado en más de $67 millones para la revisoría fiscal (contrato 73 de 2019).
Este caso ha sido motivo de análisis por parte de medios especializados en control fiscal y contratación estatal, como Análisis Urbano, que han cuestionado la atribución de funciones entre dependencias, las contrataciones en periodo electoral y el control institucional en el manejo de fondos públicos conforme a la Ley de Contratación Pública y la Ley de Garantías Electorales.

### Críticas ciudadanas
Usuarios y análisis académicos han expresado inconformidades con varios aspectos operativos y de cobertura del sistema Metroplús:
- En estudios de percepción ciudadana realizados en sectores del centro-oriente de Medellín, como la comuna 3 (Manrique), muchos usuarios afirmaron que la entrada en operación de Metroplús vino acompañada del desmonte de rutas de transporte público colectivo, lo cual dejó algunas zonas con menor cobertura o sin alternativas adecuadas.[88]

- En otras comunas, como Belén (comuna 16), Laureles‑Estadio (comuna 11) y Altavista (corregimiento), también se reportaron críticas por la modificación o eliminación de rutas tradicionales tras la implementación del sistema. Estos cambios afectaron la accesibilidad de algunos barrios periféricos y generaron inconformidad en sectores con baja frecuencia de paso o escasa articulación con otras líneas del SITVA.[88]

- En la zona centro, algunos entrevistados manifestaron descontento con la ubicación de estaciones, la falta de carril exclusivo funcional para la Línea 2 y la confusión generada por los recorridos, lo que influyó en la percepción de desorganización y baja eficiencia operativa.[88]

- Una columna de opinión publicada en 360 Radio en septiembre de 2023 criticó la gestión institucional del sistema, señalando que ha tenido más de nueve gerentes distintos en menos de 12 años, lo que ha generado falta de continuidad, ausencia de planeación de largo plazo y retrasos en proyectos. El artículo cuestionó la influencia política en la designación de gerentes y su efecto sobre la eficiencia del sistema. También destacó que las obras presentaron retrasos y sobrecostos, y que sectores que estuvieron abandonados —como el tramo de la Aguacatala o el desarrollo de Envigado— solo avanzaron después de años de paralización, atribuyéndolo a la inestabilidad en la gerencia institucional.[89]

- Según los conductores, el retiro de un piloto vial con separadores en Las Esmeraldas, instalado previamente por la Secretaría de Movilidad de Medellín como medida de mitigación, generó rechazo y quejas renovadas, ya que su eliminación aumentó la inseguridad vial en el corredor.[90]

## Impacto urbano y ambiental
El sistema Metroplús ha generado transformaciones significativas en el entorno urbano del sur y centro de Medellín y del municipio de Envigado, tanto por la construcción de su infraestructura vial como por los proyectos complementarios asociados a la movilidad y al espacio público. Desde su concepción, el proyecto contempló componentes urbanísticos y ambientales que han tenido efectos diferenciados según el tramo, la comuna o el municipio intervenido.

### Transformación del espacio público
Una de las principales consecuencias de la ejecución del sistema ha sido la reconfiguración del espacio vial en corredores como las avenidas Ferrocarril, Guayabal y la carrera 43A. En estos tramos, la implementación de carriles exclusivos para buses troncales implicó la reducción o redistribución del espacio destinado a vehículos particulares, motos y bicicletas, así como la eliminación de bahías de estacionamiento y zonas de carga y descarga.
De forma paralela, en varios tramos se desarrollaron obras de urbanismo como ampliación de andenes, instalación de mobiliario urbano, siembra de árboles y construcción de ciclorrutas. Estas intervenciones buscaron mejorar la accesibilidad peatonal y fomentar modos de transporte sostenibles, aunque su calidad, continuidad y nivel de mantenimiento han sido motivo de críticas en algunos sectores.

### Cambios en la dinámica urbana
En sectores como Belén, Manrique y Laureles, la construcción del sistema coincidió con procesos de renovación o reconversión comercial, lo cual provocó modificaciones en los patrones de uso del suelo, circulación peatonal y actividad económica. En algunos puntos, como la avenida 30A y la calle San Juan, se han reportado cambios en la vocación de ciertas manzanas (de residencial a comercial) tras la entrada en operación del sistema, al igual que relocalización de vendedores informales y modificaciones en rutas de reparto.
En la zona centro, la instalación de paraderos y estaciones centrales generó redistribución de los flujos vehiculares y peatonales, y su implementación estuvo acompañada por intervenciones de movilidad semafórica y cambios en la red semafórica priorizada. No obstante, la falta de continuidad en algunos tramos y la coexistencia con flujos mixtos de tráfico han limitado el impacto positivo esperado en cuanto a velocidad y regularidad del servicio.

### Conflictos ambientales y tala de árboles
Uno de los impactos más debatidos del proyecto Metroplús ha sido la afectación del arbolado urbano. El caso más emblemático ocurrió en el tramo 2B en Envigado, donde el trazado original contemplaba la tala de más de 200 árboles, muchos de ellos de gran porte y valor patrimonial. Las protestas ciudadanas y un fallo del Tribunal Administrativo de Antioquia llevaron a la suspensión parcial de las obras entre 2013 y 2015, y a la modificación del trazado para reducir el impacto ambiental.
En Medellín también se han reportado talas en corredores como la carrera Bolívar y la avenida Guayabal, en el marco de obras de ampliación de calzadas, instalación de estaciones o construcción de andenes. Aunque la empresa Metroplús S. A. ha anunciado planes de compensación forestal en zonas cercanas, algunos colectivos ciudadanos han cuestionado la falta de seguimiento efectivo y la calidad de las especies sembradas como reemplazo.

### Intervenciones de mitigación y compensación
Como parte de las obligaciones ambientales del proyecto, Metroplús S. A. y los entes territoriales implementaron planes de manejo ambiental que incluyeron:
- reubicación de fauna urbana,
- compensación por tala mediante siembra de árboles nativos,
- instalación de drenajes para mitigar escorrentías sobre calzadas,
- recuperación de espacio público con criterios de accesibilidad universal.

Algunas de estas acciones fueron ejecutadas directamente por contratistas de obra, mientras que otras estuvieron a cargo de la Secretaría de Medio Ambiente y del Área Metropolitana del Valle de Aburrá como autoridad ambiental. En informes de seguimiento ambiental se ha documentado el cumplimiento parcial de estas medidas y se ha recomendado fortalecer el monitoreo post-obra en aspectos como supervivencia de especies, mantenimiento de zonas verdes y control de emisiones atmosféricas en los corredores de alta demanda vehicular.

### Emisiones y sostenibilidad energética
Los vehículos troncales del sistema Metroplús operan con motores a gas natural vehicular (GNV), lo que ha sido presentado como una medida para reducir las emisiones contaminantes frente al transporte público tradicional con diésel. Según cifras oficiales, los buses articulados y padrones del sistema generan menores emisiones de material particulado, óxidos de nitrógeno y dióxido de carbono por kilómetro recorrido.
No obstante, organizaciones ambientales y expertos en calidad del aire han señalado que la mejora depende de múltiples factores, como la frecuencia de paso, la congestión en corredores mixtos y el mantenimiento adecuado de los motores. También se ha llamado la atención sobre la falta de adopción de tecnologías más limpias como buses eléctricos, que sí han sido incorporados en sistemas similares de otras ciudades colombianas.